# Santiago Espot
Santiago Espot i Piqueras (Puebla de Segur, Lérida; 28 de julio de 1963) es un empresario, político y escritor español. Es el presidente ejecutivo de Catalunya Acció. 
En los años 90 promovió una campaña para que los comercios catalanes no pagaran a Hacienda y en 1999 se estrenó en política, como candidato por Tarragona de un partido llamado Partit Espinaltià, que se fundó tras la muerte de Carles Muñoz Espinalt, un psicólogo y grafólogo secesionista que promulgaba la psicoestética, algo así como la posibilidad de influir en política a través de la imagen. Sólo logró 122 votos.
Estudió Geografía e Historia en la Universidad Autónoma de Barcelona.
Impulsó la campaña popular Per un nou tancament de caixes en 1992 y Hoquei per Catalunya en 2003. Fue editor y uno de los fundadores de la revista Independència de Catalunya en 1998. Es columnista de los semanarios El Vallenc y La nova Conca y ha escrito regularmente en el diario El Punt.
Fue uno de los promotores del manifiesto de apoyo a Suma Independència.
En 2010 se enorgulleció de haber promovido en un año desde su plataforma 3.000 denuncias anónimas a comerciantes catalanes que no rotulaban sus negocios en catalán.
El 13 de marzo de 2011 fue escogido cabeza de lista de Solidaritat Catalana per la Independència en Barcelona en las primarias de esta organización, con el 40% de los votos emitidos. Pudo concurrir a éstas gracias al pacto que firmaron Catalunya Acció y Solidaritat Catalana per la Independència para presentarse juntos a las elecciones municipales de Barcelona que se celebraron ese mismo año. Además, fue uno de los principales promotores de la pitada al himno español en la final de la Copa del Rey de Fútbol celebrada el 26 de mayo de 2012 que enfrentó al Futbol Club Barcelona y al Athletic Club, por estos hechos fue juzgado y condenado en 2017 a pagar una multa de 7200 euros.
Durante su vida pública Espot ha sido foco de múltiples controversias, desde la descalificación del periodista Federico Jiménez Losantos como "Nazi" hasta la realización de improperios a un Doctor en Derecho, al citar este último los tres intentos de sublevación llevados a cabo por Lluís Companys.

## Libros
- Contra el senequisme polític
- Joan Fiveller, model de caràcter
- Cap a la independència
- Front pel Plebiscit per la independència de Catalunya (coautor)
- Independència sobre rodes (coautor)
- Discursos a la nació